# Turner-Gletscher
Der Turner-Gletscher ist ein Gletscher auf der westantarktischen Adelaide-Insel. In der Princess Royal Range fließt er auf der Ostseite des Mount Liotard in nordöstlicher Richtung zur Ryder Bay.
Der Falkland Islands Dependencies Survey nahm 1948 Vermessungen vor. Luftaufnahmen entstanden bei der Falkland Islands and Dependencies Aerial Survey Expedition zwischen 1956 und 1957. Das UK Antarctic Place-Names Committee benannte ihn 1980 Andrew John Turner (* 1948) vom British Antarctic Survey, der an Bauarbeiten auf der Halley-Station (1973–1974), auf Signy Island (1974–1975), auf der Rothera-Station (1976–1977, 1978–1980) und auf der Faraday-Station (1982–1983) beteiligt war.